# Chó chăn cừu Cumberland
Chó chăn cừu Cumberland (tiếng Anh:Cumberland sheepdog) là một giống chó đã tuyệt chủng liên quan đến giống chó Border Collie và các loại chó trong nhóm Chó Collie trợ giúp việc cũ. Nó được cho là một trong những tổ tiên của giống Chó chăn cừu Úc và vào đầu thế kỷ 20, một số loài chó chăn cừu Cumberland đã được gọi là Chó Border Collie và có thể đã được sáp nhập qua việc lai giống vào giống chó này.

## Lịch sử
Chó chăn cừu Cumberland được mô tả ở cuốn sách Dogs In Britain (Chó ở Anh) có nội dung mô tả tất cả các giống chó bản địa và các giống ngoại lai ở Anh bởi tác giả Clifford LB Hubbard, xuất bản năm 1948.

## Thông tin
Hubbard đã mô tả giống chó này giống như giống chó chăn cừu Wales và các loại chó Collie cũ. Giống chó này có cách làm việc lặng lẽ, nhanh nhẹn và cách di chuyển sát đất. Đầu của chúng khá rộng và bằng phẳng, nhô ra một cái mõm dài trung bình. Đôi tai buông thõng xuống phía trước hoặc gập một góc nhỏ và có kích thước khá nhỏ. Cơ thể khá dài và cực kỳ uyển chuyển, với đôi chân nhẹ nhưng vạm vỡ và một cái đuôi thấp tạo ra khi di chuyển. Bộ lông khá nặng và khá dày đặc. Chó chăn cừu Cumberland có bộ lông màu đen với màu trắng rực rỡ, ngực, bàn chân và đầu đuôi. Chiều cao của giống chó này khoảng 20 inch và trọng lượng dao động trong khoảng từ 40 đến 50 pound.